# Onthophagus knausi
Onthophagus knausi là một loài bọ cánh cứng trong họ Bọ hung (Scarabaeidae).